# 汤泉行宫
汤泉行宫，位于中国河北省承德市承德县头沟镇汤泉村，是清朝所建的行宫，也是清朝22座口外行宫中除避暑山庄外唯一保存至今者。

## 简介
清朝康熙帝在一篇碑文中称，“塞外山脉自西北来，至热河，冈峦回合，形势郁盘。环左右百里间多名泉，而山庄之东北有汤山，其泉涌出山腹，自然而温。”汤山位于承德市东北40公里处。汤山脚下有一口温泉。史料记载，辽朝此处便建有浴池。辽朝统和十七年（999年），皇子普贤努（当是辽圣宗弟耶律隆庆）到此沐浴。元末明初，热河一带成为蒙古牧马场，大片土地被抛弃，人口迁走，此处浴池被废弃。清朝前期，再度被开发利用。康熙十六年（1677年）起，康熙帝巡幸塞外。康熙三十一年（1692年），康熙帝第一次来到汤山温泉。康熙四十五年（1706年）兴建汤泉行宫。
汤泉行宫兴建前，辽朝浴池早已无存，当地民众在温泉周围建有一座龙王庙，因有水宫娘娘传说，以及温泉的疗效，龙王庙香火很盛。康熙的汤泉行宫是在龙王庙基础上兴建，《御制汤山龙尊王佛庙碑记》记载“爰于泉上，缭以周垣，构行宫数椽，为避暑休沐之所；其中旧有龙尊王佛庙，新之以奉香火焉。”汤泉行宫依地势分成上院、下院，上院在西北的山坡上，为行宫宫舍，供皇帝及扈从办公、接见、休息。下院在土坎下面的平台上，称“龙尊王佛庙”，为原先的龙王庙。上院、下院之间，有游廊及甬道连接。整座行宫占地面积18亩，平面呈不规则圆形。乾隆八年（1743年）热河总管巴图的一份奏折中写道：“汤泉行宫大小房连游廊总共一百八十七间。”
龙尊王佛庙规模很小，院落一进，门前有一对石狮，门殿三间、正殿三间，东、西配殿各两间。东、西配殿为浴室，后面的正殿是主殿，供奉着水宫娘娘。正殿前有两通石碑，一通无字，一通刻有康熙五十五年（1716年）康熙帝《御制汤山龙尊王佛庙碑记》。石碑前面，院落正中是汤山温泉的大总池，温泉水从总池流向各浴室。总池平面呈方形，边长7.5米，四周有雕花石栏板。水面有出水口，水位到一定高度后，会经管道流出院外。总池的西北角是温泉泉眼，直径1.5米，深4米多。
《御制汤山龙尊王佛庙碑记》碑额为二龙戏珠，中间刻有篆书“御制碑文”四个字，碑身上的碑文为《御制汤山龙尊王佛庙碑记》，赞颂汤山温泉为，“浴之，蠲烦除疴，导和怡性”，“朕始经其地，谓水候微凉，更得暄暖乃宜于体，比再往则加燠矣”，“记称丘陵川谷能出云为风雨者皆有神，况是山蕴金沙之气，蒸为醴液，又应候如意，岂非有神灵黙相者欤？”“考汤泉著于史传者，骊山天都最为名迹，其他亦散见于山经杂志，而兹泉尤为灵异。”
汤泉行宫是清朝皇帝自京师到木兰围场举行秋狝大典途中休憩用的多处行宫之一。除康熙三十一年那次，康熙帝又来过汤泉13次，经常是从避暑山庄来，有时则从盛京谒陵回来。在此停留最少两天，最多六天。康熙帝在此除沐浴、休息外，还理政、接见、赏赐。《康熙起居注》记载，康熙五十六年（1717年）四月二十日，康熙帝在汤泉行宫处理了14件事。康熙帝曾作诗描绘汤泉行宫景色：“早霜满地池水清，一气涓涓惬胜情。偶坐浮杯几暇日，君臣对景论平生。”
乾隆中期以后，汤泉行宫逐渐衰落。清朝《内务府奏销档》记载，乾隆二十年（1756年），汤泉行宫仍有委署千总一名、兵丁十二名。汤泉行宫现存门殿、正殿、总池、假山、虎皮石墙、御制石碑等等。
1982年7月23日，汤泉行宫被公布为河北省文物保护单位，类型为古建筑，历史年代为清代。21世纪初，文物部门维修了现存建筑，疏浚了汤池。